# Sammy Goosen
Hendrik Willem Nicolaas „Sammy” Goosen (ur. w 1892 w Tarkastad, zm. w XX wieku) – południowoafrykański kolarz torowy, brązowy medalista olimpijski.

## Kariera
Największy sukces w karierze Sammy Goosen osiągnął w 1920 roku, kiedy wspólnie z Williamem Smithem, Jamesem Walkerem i Henrym Kaltenbrunnem zdobył brązowy medal w drużynowym wyścigu na dochodzenie podczas igrzysk olimpijskich w Antwerpii. Był to jedyny medal wywalczony przez Goosena na międzynarodowej imprezie tej rangi. Na tych samych igrzyskach wystartował również w sprincie indywidualnym i wyścigu tandemów, jednak w obu przypadkach odpadał we wczesnej fazie rywalizacji. Nigdy nie zdobył medalu na torowych mistrzostwach świata.